# Unicorn (Schiff, 1948)
Die Unicorn war ein zweimastiges Segelschiff vom Typ Brigg, das im Jahr 1948 in Finnland als Frachtschiff vom Stapel lief und am 23. Mai 2014 vor der Küste von St. Vincent auf einer Überführungsfahrt für Wartungsarbeiten ins Trockendock im Meer versank. Das Schiff wurde mehrmals für Film- und Fernsehproduktionen verwendet. Bekannt wurde es 2003 als Piratenschiff im Film Fluch der Karibik.

## Geschichte
Nach dem Ende des Zweiten Weltkriegs bot die finnische Regierung allen Werften, die in der Lage waren, Holzfrachtsegelschiffe zu fertigen, ein Sonderdarlehen an. Zu diesen rund 30 hölzernen Schonern gehörte die Lyra (die später Unicorn heißen sollte). Das Schiff wurde 1948 auf der Werft Johannson im finnischen Sibbo vorwiegend aus Holz, erst ohne Hilfsmaschine, gebaut. Es besaß allerdings eine motorgetriebene Winde. Außerdem verwendete die Werft Stahl von ausgemusterten deutschen Weltkriegs-U-Booten zum Bau. Die Lyra transportierte Baumaterial, das zum Wiederaufbau der finnischen Städte nach dem Krieg benötigt wurde. Konstrukteur und erster Eigner war Helge Johansson.
Als Frachtschiff und Lastenkahn hatte die Lyra nur wenige Aufbauten, als sie im Jahr 1971 von dem Segler und Fotografen Jacques Thiry entdeckt wurde, der nach einem geeigneten Rumpf für den Umbau in einen traditionellen Rahsegler suchte. Thiry und sein finnischer Partner Pertti Tarvas kauften das Schiff und nannten es Unicorn. Anschließend begann der Umbau nach Konstruktionszeichnungen einer französischen Brigg aus dem Jahr 1876. Nach rund 14 Monaten war der Umbau abgeschlossen und die Unicorn nahm 1973 ihre neue Aufgabe als Charter- und Transportschiff in den karibischen Gewässern der Westindischen Inseln (British West Indies) auf. Bis 1974 verkehrte sie auf einer Schiffslinie zwischen Honduras und den Kaimaninseln als Frachter für Lebensmittel. Auf ihrer dritten Frachtfahrt wurde sie mitsamt der Ladung durch einen Hurrikan so schwer beschädigt, dass sie von ihren Besitzern verkauft wurde. Ein amerikanischer Geschäftsmann mit einem Faible für Traditionssegler wurde der neue Eigner der Unicorn und setzte sie als Segelschulschiff ein. Danach diente sie bis zu einem weiteren Umbau im Jahr 1975 als Touristenschiff und segelte an der Küste von Badebucht zu Badebucht. Mit Thiry als Kapitän nahm sie 13 Jahre lang an einem Projekt des Florida Ocean Science Institute (FOSI) teil. Zudem diente sie als Resozialisierungsprogramm für jugendliche Straftäter im Alter von 15 bis 18 Jahren und nahm an Regatten für Großsegler bis nach Boston teil.
Nach dieser Zeit wurde in den 1980er Jahren die Brigg verchartert und nach optischen Anpassungen auch für Filme und Fernsehserien verwendet. Seit 1980 war die Unicorn im westindischen Inselstaat St. Lucia beheimatet und diente seit 2012 in der Rodney Bay Marina angetäut als Bar und Restaurantschiff.

## Untergang
Am 23. Mai 2014 befand sich die Unicorn mit neun Besatzungsmitgliedern und dem Kapitän Sam Alleyne auf einer Fahrt von St. Lucia nach St. Vincent und die Grenadinen, um dort in einem Trockendock Reparaturarbeiten durchführen zu lassen. Laut Auskunft der Besatzung begann das Schiff in kabbeliger See auf einmal stark zu vibrieren, als wenn es mit Treibgut kollidiert wäre. Ein starker Wassereinbruch war die Folge, so dass die Unicorn innerhalb von vier Minuten vor der Küste von St. Vincent sank. Der Einsatz von Lenzpumpen konnte den Wassereinbruch nicht aufhalten. Die Besatzung war in der Lage, sich unverletzt in ein Beiboot und auf Flöße zu retten. Sie wurde von der Küstenwache geborgen. Die Unicorn wurde in einer Tiefe von mehreren hundert Metern geortet und weist laut Auskunft eines Bergungsunternehmens starke Strukturschäden auf, so dass sich eine Hebung nicht lohnen würde.

## Rezeption
- Bereits 1977 wurde das Schiff als Sklavenschiff Lord Ligonier in der amerikanischen Fernsehserie Roots genutzt, aber auch in anderen Filmen kam es zum Einsatz.
- Das Schiff wurde als Jack Sparrows Schiff in den Fluch-der-Karibik-Filmen weltweit bekannt.[4] Es kam dort als Henrietta und Terrasaw zum Einsatz. Auch im fünften Teil der Serie sollte es genutzt werden.[8]
- Das Schiff ziert eine 1-Dollar-Briefmarke von St. Lucia aus dem Jahr 1991.[9]